# DJ Shadow

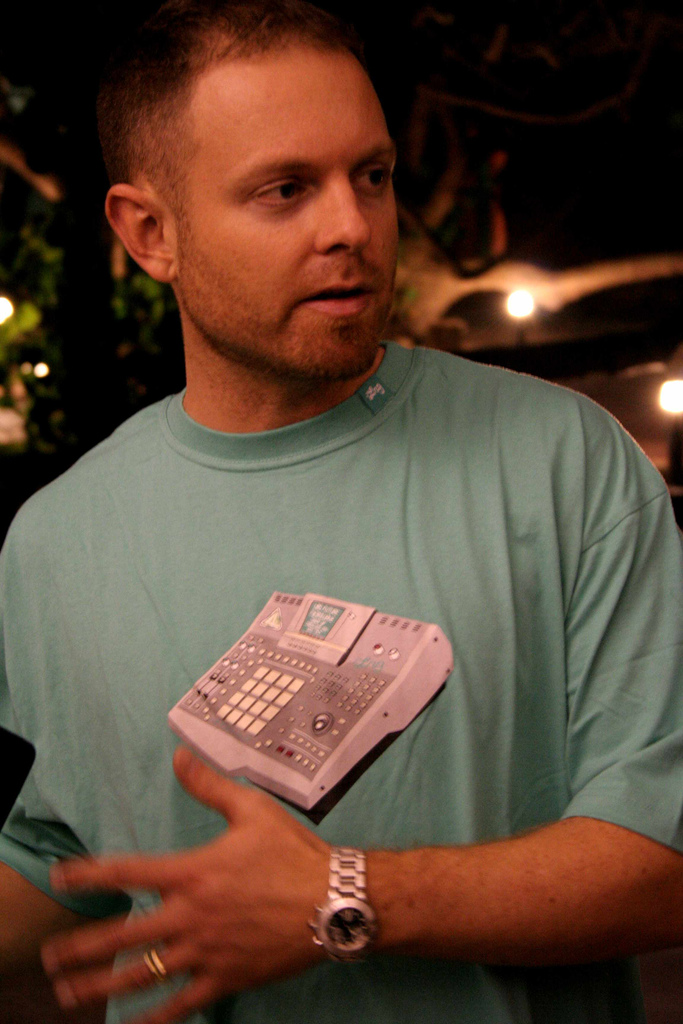
DJ Shadow (2006), mit einem Akai MPC auf dem T-Shirt

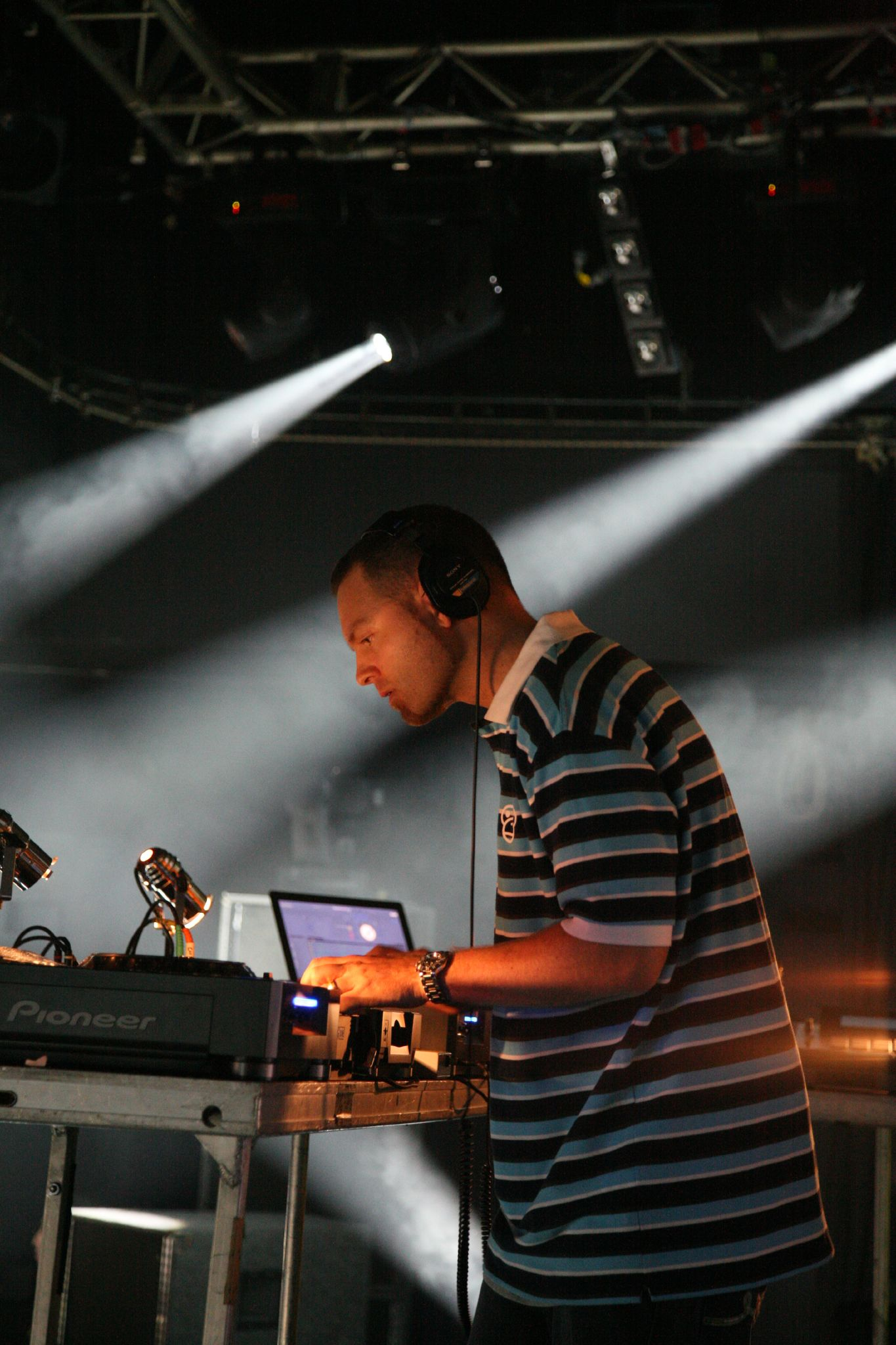
DJ Shadow (2006)

DJ Shadow (bürgerlich Joshua Paul Davis; * 29. Juni 1972 in San José, Kalifornien) ist ein US-amerikanischer Hip-Hop-DJ, Vinylsammler und Musikproduzent.

## Werdegang
Davis wurde 1972 in San José geboren und wuchs im kalifornischen Hayward auf.
Ab den frühen 1990er Jahren etablierte er sich unter dem Pseudonym DJ Shadow als einer der Vorreiter des Turntablism. Er gilt als wichtige Figur bei der Entwicklung des experimentellen Hip-Hops, der gemeinhin mit dem Londoner Label Mo’ Wax von James Lavelle verbunden wird. Zu diesem trug er mit seiner Single In/Flux und dem in Zusammenarbeit mit DJ Krush entstandenen Stück Duality maßgeblich bei.
Shadow begann seine musikalische Karriere als DJ im College Radio. Die Idee, als DJ im Hintergrund zu bleiben, reizte ihn, weshalb er den Namen DJ Shadow wählte. Gemeinsam mit Musikern wie Blackalicious und Lyrics Born produzierte er ab 1991 erste Mixtapes und gründete 1993 das Underground-Label Solesides. Als erste Veröffentlichung des Labels erschien 1993 die Single Entropy.
Sein erstes Album Endtroducing..... aus dem Jahr 1996 stellt einen Meilenstein in der Hip-Hop-Szene dar und war das erste Album, das ausschließlich aus Samples zusammengestellt wurde. Bis 1998 arbeitete er mit James Lavelles Projekt UNKLE zusammen und veröffentlichte mit ihm das Album Psyence Fiction (Gastinterpreten: Thom Yorke, Beastie Boys, Richard Ashcroft).
Seine älteren Produktionen bestehen zu 100 Prozent aus Samples aller Richtungen. Plattenspieler und Mischpult werden als Instrument begriffen und eingesetzt. Ein Großteil seiner Produktionen sind auf einer einzelnen Akai MPC 60 entstanden. Mittlerweile setzt er allerdings auch Synthesizer ein.
2006 trat er im Vorprogramm der britischen Trip-Hop-Band Massive Attack auf.
Davis produzierte den Soundtrack des 2013 erschienenen Videospiels Grand Theft Auto V von Rockstar Games, dessen Musik von Tangerine Dream, The Alchemist, Woody Jackson und Oh No komponiert wurde.
Im Juni 2016 erschien sein fünftes Studioalbum The Mountain Will Fall, für das Davis unter anderem mit dem Rap-Duo Run the Jewels und dem deutschen Komponisten Nils Frahm zusammenarbeitete. Im Juli 2017 folgte die EP The Mountain Has Fallen mit Gastbeiträgen von Nas, Danny Brown und Oscar-Preisträger Steven Price.
Am 15. November 2019 erschien sein Doppelalbum Our Pathetic Age (11 Tracks Instrumentals und 15 Tracks Kooperationen u. a. mit De La Soul, Nas und Run The Jewels).
Am 27. Oktober 2023 erschien sein neuestes Album Action Adventure.

## Diskografie

### Studioalben
| Jahr | Titel                         | Höchstplatzierung, Gesamtwochen, AuszeichnungChartplatzierungen (Jahr, Titel, Platzierungen, Wochen, Auszeichnungen, Anmerkungen) | Höchstplatzierung, Gesamtwochen, AuszeichnungChartplatzierungen (Jahr, Titel, Platzierungen, Wochen, Auszeichnungen, Anmerkungen) | Höchstplatzierung, Gesamtwochen, AuszeichnungChartplatzierungen (Jahr, Titel, Platzierungen, Wochen, Auszeichnungen, Anmerkungen) | Höchstplatzierung, Gesamtwochen, AuszeichnungChartplatzierungen (Jahr, Titel, Platzierungen, Wochen, Auszeichnungen, Anmerkungen) | Höchstplatzierung, Gesamtwochen, AuszeichnungChartplatzierungen (Jahr, Titel, Platzierungen, Wochen, Auszeichnungen, Anmerkungen) | Anmerkungen                              |
| Jahr | Titel                         | DE | AT | CH | UK | US | Anmerkungen                              |
| ---- | ----------------------------- | --- | --- | --- | --- | --- | ---------------------------------------- |
| 1996 | Endtroducing.....             | — | — | — | UK17 Platin · (10 Wo.)UK | — | Erstveröffentlichung: 16. September 1996 |
| 2002 | The Private Press             | DE75 (2 Wo.)DE | — | — | UK8 Gold · (4 Wo.)UK | US44 (6 Wo.)US | Erstveröffentlichung: 4. Juni 2002       |
| 2006 | The Outsider                  | — | — | — | UK24 (3 Wo.)UK | US77 (2 Wo.)US | Erstveröffentlichung: 19. September 2006 |
| 2011 | The Less You Know, the Better | — | — | — | UK34 (1 Wo.)UK | US149 (1 Wo.)US | Erstveröffentlichung: 27. September 2011 |
| 2016 | The Mountain Will Fall        | DE57 (1 Wo.)DE | AT41 (1 Wo.)AT | CH23 (1 Wo.)CH | UK19 (2 Wo.)UK | US77 (1 Wo.)US | Erstveröffentlichung: 24. Juni 2016      |
| 2019 | Our Pathetic Age              | — | — | — | UK53 (1 Wo.)UK | — | Erstveröffentlichung: 15. November 2019  |
| 2023 | Action Adventure              | — | — | — | — | — | Erstveröffentlichung: 27. Oktober 2023   |

### Mixalben
- 1997: Camel Bobsled Race – mixed by DJ QBert
- 1999: Brainfreeze – with Cut Chemist
- 2000: Schoolhouse Funk
- 2001: Product Placement – with Cut Chemist
- 2003: Diminishing Returns
- 2005: Schoolhouse Funk II
- 2005: Funky Skunk – with Shepard Fairey
- 2007: The Hard Sell – with Cut Chemist
- 2008: The Hard Sell (Encore) – with Cut Chemist

### Remixalben
- 2003: The Private Repress
- 2005: Endtroducing..... Excessive Ephemera
- 2010: The DJ Shadow Remix Project

### Livealben
- 2004: In Tune and on Time – Live
- 2006: Live at Brixton Academy

### Kompilationen
| Jahr | Titel             | Höchstplatzierung, Gesamtwochen, AuszeichnungChartplatzierungen (Jahr, Titel, Platzierungen, Wochen, Auszeichnungen, Anmerkungen) | Höchstplatzierung, Gesamtwochen, AuszeichnungChartplatzierungen (Jahr, Titel, Platzierungen, Wochen, Auszeichnungen, Anmerkungen) | Höchstplatzierung, Gesamtwochen, AuszeichnungChartplatzierungen (Jahr, Titel, Platzierungen, Wochen, Auszeichnungen, Anmerkungen) | Höchstplatzierung, Gesamtwochen, AuszeichnungChartplatzierungen (Jahr, Titel, Platzierungen, Wochen, Auszeichnungen, Anmerkungen) | Höchstplatzierung, Gesamtwochen, AuszeichnungChartplatzierungen (Jahr, Titel, Platzierungen, Wochen, Auszeichnungen, Anmerkungen) | Anmerkungen |
| Jahr | Titel             | DE | AT | CH | UK | US | Anmerkungen |
| ---- | ----------------- | --- | --- | --- | --- | --- | ----------- |
| 1997 | Preemptive Strike | — | — | — | — | US118 (4 Wo.)US |             |

Weitere Kompilationen
- 2007: The 4-Track Era Volume 1 – Best of the KMEL Mixes 1991
- 2007: The 4-Track Era Volume 2 – Best of the Remixes and Megamixes 1990–1992
- 2008: The 4-Track Era Volume 3 – Best of the Original Productions 1990–1992
- 2012: Total Breakdown – Hidden Transmissions from the MPC Era 1992–1996
- 2012: Reconstructed – The Best of DJ Shadow

### EPs
- 2006: Bay Area EP
- 2011: I Gotta Rokk
- 2011: I’m Excited
- 2014: The Liquid Amber EP
- 2017: The Mountain Has Fallen

### Singles
| Jahr | Titel Album                                      | Höchstplatzierung, Gesamtwochen, AuszeichnungChartsChartplatzierungen (Jahr, Titel, Album, Platzierungen, Wochen, Auszeichnungen, Anmerkungen) | Anmerkungen                                     |
| Jahr | Titel Album                                      | UK | Anmerkungen                                     |
| ---- | ------------------------------------------------ | --- | ----------------------------------------------- |
| 1993 | In/Flux –                                        | UK89 (1 Wo.)UK | mit Groove Robbers Charteinstieg erst 1995      |
| 1994 | Lost And Found – S.F.L. –                        | UK82 (1 Wo.)UK | mit DJ Krush                                    |
| 1995 | What Does Your Soul Look Like Endtroducing.....  | UK54 (4 Wo.)UK | Höchstplatzierung erst nach Wiedereinstieg 1998 |
| 1996 | Midnight in a Perfect World Endtroducing.....    | UK54 (2 Wo.)UK | Erstveröffentlichung: 2. September 1996         |
| 1996 | Stem Endtroducing.....                           | UK74 (2 Wo.)UK | Erstveröffentlichung: 21. Oktober 1996          |
| 1997 | High Noon –                                      | UK22 (2 Wo.)UK |                                                 |
| 1997 | Camel Bobsled Race –                             | UK62 (3 Wo.)UK |                                                 |
| 2002 | You Can’t Go Home Again The Private Press        | UK30 (2 Wo.)UK |                                                 |
| 2002 | Six Days The Private Press                       | UK28 Silber · (2 Wo.)UK |                                                 |
| 2007 | This Time (I’m Gonna Try It My Way) The Outsider | UK54 (1 Wo.)UK |                                                 |

Weitere Singles
- 1993: Entropy
- 1998: The Number Song
- 2002: Monosylabik
- 2002: Mashin’ on the Motorway
- 2005: 3 Freaks
- 2006: Enuff
- 2007: Gabracadabra
- 2010: Def Surrounds Us
- 2016: Nobody Speak (feat. Run the Jewels, US: Gold)
- 2017: Systematic (feat. Nas)

### Kooperationen
- 1998: UNKLE: Psyence Fiction
- 1999: Quannum: Quannum Spectrum

### Soundtracks
- 2000: Dark Days, Dokumentarfilm; Komposition
- 2013: Grand Theft Auto V, Computerspiel; Produktion